# 普氏蹄蝠
普氏蹄蝠（学名：Hipposideros pratti）为菊头蝠科蹄蝠属的动物。分布于越南北部、中國江西、广西、陕西、贵州、安徽、云南、四川、江苏、福建、浙江、湖南等地，主要生活于岩洞。该物种的模式产地在四川。

## 保护
- 中国濒危动物红皮书等级：渐危

## 亚种
- 普氏蹄蝠马来亚种（学名：Hipposideros pratti lylei），Thomas于1913年命名。在中国大陆，分布于云南（西部）等地。该物种的模式产地在泰国。[2]
- 普氏蹄蝠指名亚种（学名：Hipposideros pratti pratti），Thomas于1891年命名。在中国大陆，分布于江西、广西、陕西、贵州、安徽、四川、江苏、福建、浙江、湖南等地。该物种的模式产地在四川。[3]